# Silenci = Mort

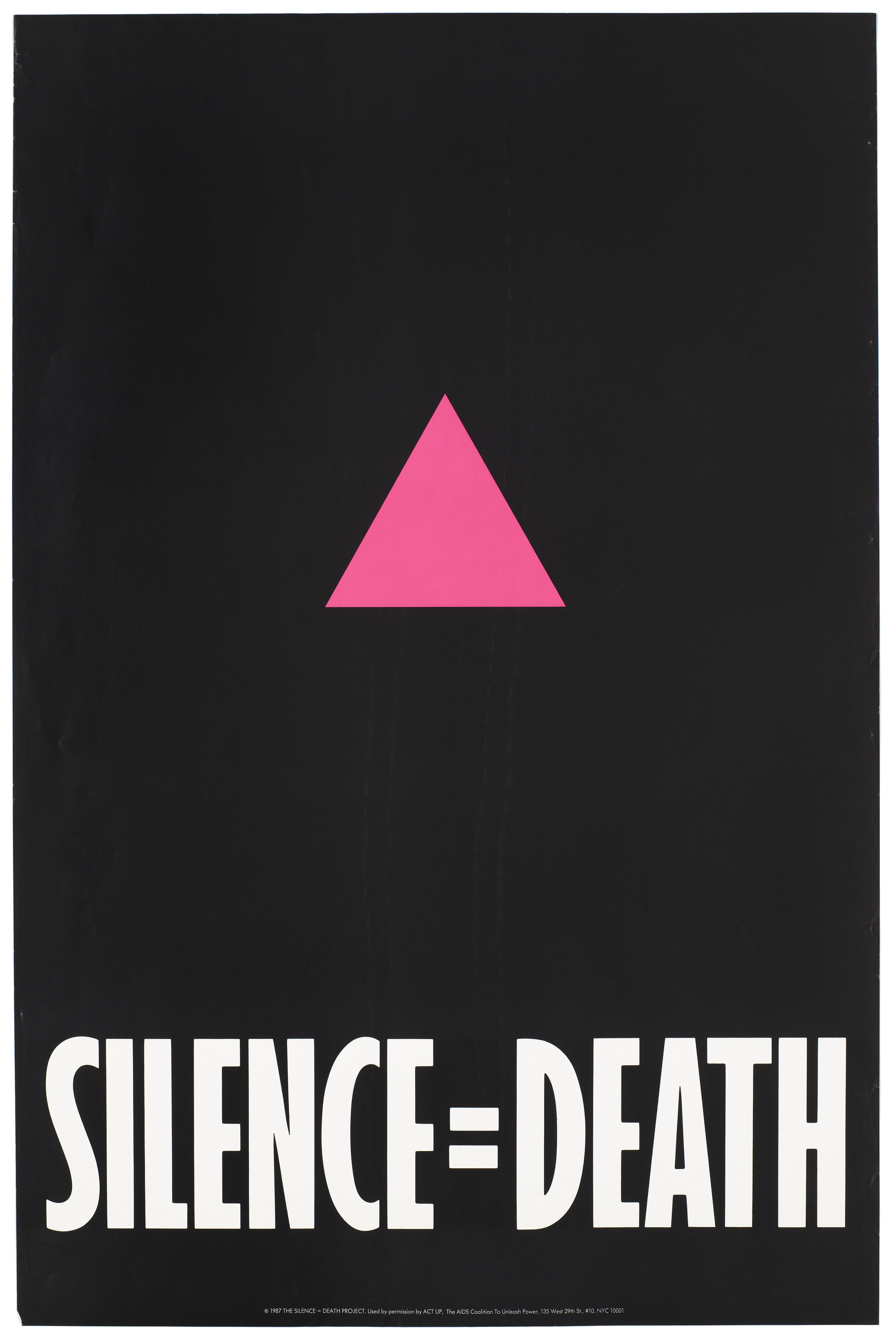
El pòster Silenci=Mort amb el triangle rosa creat per el col·lectiu Silence=Death Project, usat també per ACT UP com a símbol de lluita contra la SIDA

Silenci = Mort (en anglès Silence=Death) és un de les icones polítiques més conegudes de la lluita contra la SIDA. Va ser el treball col·lectiu de sis membres del grup Silence=Death Project de Nova York: Avram Finkelstein, Brian Howard, Oliver Johnston, Charles Kreloff, Chris Lione i Jorge Soccarás.

## Història
Finkelstein va fundar el col·lectiu Silence=Death Project al costat de Jorge Soccarás en 1985 durant l'auge de la crisi de la SIDA com un grup de conscienciació, encara que a causa del contingut de les seves discussions ràpid es va convertir en un grup polític.
En 1987, el grup va decidir crear un cartell per a pegar-lo per la ciutat de Nova York. Van decidir no utilitzar imatges fotogràfiques per ser excloents, utilitzant un llenguatge més abstracte en un intent d'arribar a audiències més àmplies.
Van crear el cartell Silenci=Mort usant únicament la frase al costat del triangle rosa, una imatge que s'havia convertit en un símbol de la comunitat gai durant els anys 1970 després de resignificar la seva associació amb la persecució d'homosexuals durant l'Alemanya Nazi i amb l'Holocaust.
El cartell Silenci=Mort va ser usat també pel grup ACT UP (AIDS Coalition to Unleash Power) com a imatge central de la seva campanya d'activisme contra la pandèmia de VIH/SIDA.